# Bệnh viện Trung ương Huế

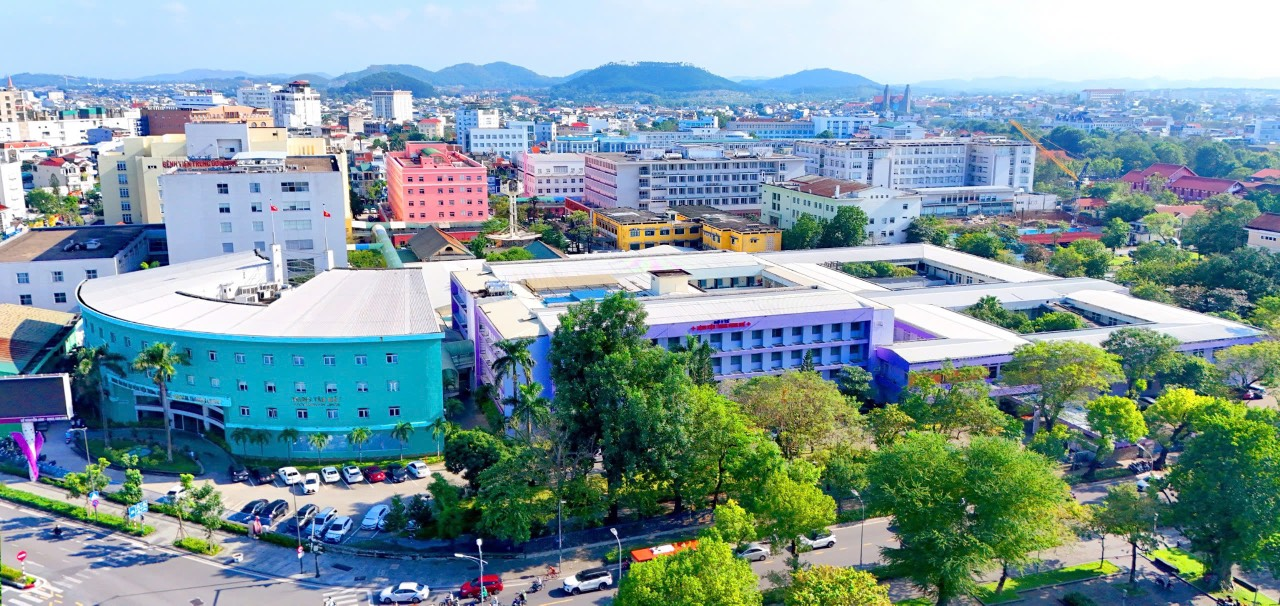
Bệnh viện Trung ương Huế 2025

Bệnh viện Trung ương Huế (được thành lập năm 1894) là bệnh viện Tây y đầu tiên của Việt Nam. Bệnh viện tọa lạc tại số 16 đường Lê Lợi, phường Vĩnh Ninh, thành phố Huế. Trải qua hơn 130 năm hình thành và phát triển, Bệnh viện Trung ương Huế là bệnh viện đa khoa hoàn chỉnh, hạng đặc biệt, là một trong ba Bệnh viện Đa khoa Trung ương lớn nhất nước do Bộ Y tế trực tiếp quản lý, là một trong bốn bệnh viện trong toàn quốc được xếp cấp chuyên môn chuyên sâu kỹ thuật cao. Bệnh viện đã xây dựng quy trình kỹ thuật y khoa hiện đại, có đội ngũ thầy thuốc trình độ cao, thực hiện tốt công tác quản lý kinh tế y tế. Với vai trò là Trung tâm y tế chuyên sâu của khu vực miền Trung và cả nước, Bệnh viện đã và đang phấn đấu về mọi mặt để trở thành Trung tâm Y học cao cấp, Trung tâm đào tạo nguồn nhân lực y tế chất lượng cao, tiến tới đạt chuẩn các bệnh viện khu vực Đông Nam Á và Quốc tế theo Nghị quyết số 54-NQ/TW ngày 10 tháng 12 năm 2019 của Bộ Chính trị; và đặc biệt, phát triển Bệnh viện trở thành một trong sáu bệnh viện công của Việt Nam ngang tầm quốc tế theo quy hoạch mạng lưới y tế thời kỳ 2021-2030, tầm nhìn đến năm 2050 vừa được Chính phủ phê duyệt. 

## Lịch sử
Bệnh viện Trung ương Huế là bệnh viện Tây y đầu tiên của Việt Nam và Đông Dương, thành lập năm 1894, đến nay đã trải qua 130 năm. Tháng Ba năm 1961, bệnh viện đã được tân trang với sự hỗ trợ của Tổ chức Y tế Thế giới (WHO) và xây thêm Khoa Nhi (cũ) với hơn 100 giường. Đến năm 1972, Bệnh viện được xây dựng lại lần thứ 2 với sự hỗ trợ của chính phủ CHLB Đức, KTS Trần Đình Quyền là người thiết kế bệnh viện.
Bệnh viện Quốc tế Trung ương Huế với nguồn vốn 300 tỷ, 300 giường với diện tích trên 18.000m², khánh thành 3/2014.
Ngày 12/8/2016 Thủ tướng Chính phủ ban hành Quyết định số 1592/QĐ-TTg về việc chuyển Bệnh viện Đa khoa tỉnh Thừa Thiên Huế thuộc UBND tỉnh Thừa Thiên Huế sang Bộ Y tế quản lý. Theo đó, chuyển giao nguyên trạng về tổ chức, bộ máy, nhân lực, tài sản, tài chính và các quyền, nghĩa vụ của Bệnh viện Đa khoa tỉnh Thừa Thiên Huế thuộc UBND tỉnh Thừa Thiên Huế sang Bộ Y tế quản lý, kể từ ngày 15/8/2016. Bệnh viện Trung ương Huế cơ sở 2 đi vào hoạt động 10.2016. Diện tích xây dựng 35.000m2 với tổng vốn đầu tư 700 tỷ đồng (ODA Hàn Quốc).
Nhà nước Cộng hòa Xã hội Chủ nghĩa Việt Nam phong tặng Bệnh viện danh hiệu Anh hùng lao động thời kỳ đổi mới năm 2000, tặng thưởng Huân chương Độc lập hạng Nhất năm 2009 và năm 2014, tặng thưởng Huân chương Lao động hạng Nhất năm 2019, danh hiệu Bệnh viện hạng đặc biệt năm 2009. Đây là một trong ba bệnh viện đa khoa lớn và tiên tiến nhất Việt Nam (Bệnh viện Bạch Mai tại Hà Nội, Bệnh viện Chợ Rẫy tại TP Hồ Chí Minh).
Giám đốc và Bí thư Đảng uỷ Bệnh viện là GS.TS Phạm Như Hiệp.

## Nhiệm vụ
Là trung tâm y tế chuyên sâu của miền Trung - Tây Nguyên và cả nước.
Chức năng nhiệm vụ theo Quyết định 890/QĐ-TTg ngày 18/9/2000 của Thủ tướng Chính phủ:
Chịu trách nhiệm trước Bộ Y tế về hoạt động khám chữa bệnh tuyến cao nhất, chỉ đạo tuyến dưới cho nhân dân toàn khu vực miền Trung và Tây Nguyên.
Kết hợp với Trường Đại học Y Dược Huế, Trường Đại học Duy Tân,… đào tạo cán bộ đại học và sau đại học cho các tỉnh miền Trung và Tây Nguyên.
Nghiên cứu khoa học phục vụ cho công tác khám chữa bệnh.
Ngoài ra, còn đảm nhận các nhiệm vụ sau:
- Khám sức khỏe cho người dân trên địa bàn và khu vực, khám Bệnh nghề nghiệp, khám sức khỏe cho những người đi học tập và lao động ở nước ngoài, khám chữa bệnh cho người nước ngoài đến làm việc, học tập và du lịch tại Việt Nam.
- Phòng bệnh và chống dịch
- Chỉ đạo tuyến, hỗ trợ chuyên môn kỹ thuật (Đề án1816, Đề án Bệnh viện vệ tinh, Đề án 2628) cho cho các bệnh viện tuyến dưới của 16 tỉnh của khu vực miền Trung và Tây Nguyên và cả nước.
- Đào tạo Bác sĩ chuyên khoa cấp I, II (từ 2011) và đào tạo thực hành cho cán bộ y tế tại khu vực miền Trung - Tây Nguyên và cả nước.
- Hợp tác quốc tế
- Quản lý kinh tế trong bệnh viện.
Trong tương lai, toàn thể cán bộ viên chức Bệnh viện Trung ương Huế “Phát huy truyền thống đoàn kết, trí tuệ, năng động, sáng tạo; quyết tâm xây dựng Bệnh viện Trung ương Huế trở thành Trung Tâm Y học cao cấp, Trung tâm đào tạo nguồn nhân lực y tế chất lượng cao, tiến tới đạt chuẩn các bệnh viện khu vực Đông Nam Á và Quốc tế” theo Nghị quyết số 54-NQ/TW ngày 10 tháng 12 năm 2019 của Bộ Chính trị về xây dựng và phát triển tỉnh Thừa Thiên Huế đến năm 2030, tầm nhìn đến năm 2045 và đặc biệt, phát triển Bệnh viện trở thành một trong sáu bệnh viện công của Việt Nam ngang tầm quốc tế theo quy hoạch mạng lưới y tế thời kỳ 2021-2030, tầm nhìn đến năm 2050 vừa được Chính phủ phê duyệt; xứng đáng với 14 chữ vàng mà Đảng bộ và nhân dân tỉnh Thừa Thiên Huế trao tặng “Giỏi y thuật, sáng y đức, gương mẫu mực vì sức khỏe nhân dân”.

## Nhân lực và tổ chức
- Là một bệnh viện đa khoa hoàn chỉnh, hạng đặc biệt, 2 cơ sở, có quy mô hơn 5000 giường bệnh, thực hiện chức năng khám chữa bệnh cao nhất của khu vực miền Trung và Tây Nguyên, là nơi đào tạo thực hành cho các cán bộ đại học, sau đại học, điều dưỡng...
- Bệnh viện có đội ngũ cán bộ có trình độ chuyên môn cao, tâm huyết với nghề, cán bộ đại học và sau đại học là hơn 2000 người, bao gồm 11 Thầy thuốc nhân dân, 193 Thầy thuốc ưu tú; gần 200 Giáo sư, Phó Giáo sư, Tiến sĩ, BSCKII và trên 500 cán bộ sau đại học khác: Bác sĩ, Dược sĩ CKI,Thạc sĩ... Ngoài ra có hơn 150 cán bộ của Trường Đại học Y Dược Huế làm việc tại Bệnh viện.
- Tổng số giường bệnh toàn viện hơn 5.000 giường, với diện tích 35,7 ha (bao gồm 2 cơ sở), trong đó có nhiều khu mới được xây dựng và nâng cấp, với cơ sở vật chất và các trang thiết bị hiện đại ngang tầm khu vực và thế giới. Bệnh viện có hơn 2.500.000 thiết bị y tế hiện đại, và hệ thống chia làm 285 chủng loại, trên 60 phòng mổ. Bệnh viện có 104 khoa lâm sàng và cận lâm sàng, 29 phòng chức năng và 02 văn phòng; 15 trung tâm: Trung tâm Điều trị theo yêu cầu & Quốc tế, Trung tâm Ung bướu, Trung tâm Tim mạch, Trung tâm Chấn thương Chỉnh hình - Phẫu thuật tạo hình, Trung tâm Nhi khoa, Trung tâm Răng hàm mặt, Trung tâm Mắt, Trung tâm Huyết học - Truyền máu Khu vực, Trung tâm Đào tạo & Chỉ đạo tuyến, Trung tâm Ghép tạng, Trung tâm Kiểm tra sức khỏe - Bệnh nghề nghiệp, Trung tâm Thẩm mỹ Quốc tế Trung ương Huế, Trung tâm Đột quỵ, Trung tâm Sản phụ khoa..

## Triển khai kỹ thuật
- Hàng năm, bệnh viện tiếp nhận và điều trị trên 190.000 bệnh nhân nội trú, trên 1.000.000 bệnh nhân ngoại trú, phẫu thuật hơn 51.200 ca. Bệnh viện đã triển khai nhiều kỹ thuật mũi nhọn đáp ứng mọi nhu cầu khám chữa bệnh kỹ thuật cao và tiện nghi đầy đủ cho mọi đối tượng bệnh nhân. Bệnh viện chịu trách nhiệm trước Bộ Y tế về hoạt động khám chữa bệnh tuyến cao nhất, chỉ đạo tuyến, đào tạo, nghiên cứu khoa học... trên địa bàn các tỉnh miền Trung, Tây Nguyên và cả nước.
- Ngoài các kỹ thuật của bệnh viện Hạng đặc biệt, Bệnh viện Trung ương Huế còn triển khai các kỹ thuật cao theo tiêu chuẩn của Trung tâm y học cao cấp, như: Thận nhân tạo (từ năm 1981), lọc màng bụng (2006). Ghép giác mạc (năm 1989), ghép thận (năm 2001). Đặc biệt, năm 2011 đã thực hiện trường hợp ghép tim đầu tiên hoàn toàn do ekip bác sĩ Bệnh viện TW Huế thực hiện, góp phần đưa Việt Nam có tên trên bản đồ ghép tim trên thế giới. Cấy tim nhân tạo ( Heart transplant)( năm 2011), ghép khối tim phổi năm 2015, ghép gan (2018), ghép tế gốc ( 2003), ghép tế bào gốc tự thân trẻ em (2019), ghép tế bào gốc đồng loại trẻ em ( 2024) … Triển khai mổ tim kín (từ 1986), mổ tim hở (1999), đặt máy tạo nhịp tim vĩnh viễn (1996), chụp, nong, đặt stent (1998), nối bắc cầu ĐM vành, đặt máy tạo nhịp 2 buồng (1999), 3 buồng, cấy máy khử rung tim (2006),  phẫu thuật điều trị rung nhĩ bằng sóng cao tần (RF), phẫu thuật bắc 3 cầu động mạch vành, các kỹ thuật can thiệp tim bẩm sinh và mạch ngoại vi, đặt bóng đối xung động mạch chủ (2007), ECMO (2008), đặt Stent Graft động mạch chủ (2012), thay van động mạch chủ qua da ( 2014).Thụ tinh ống nghiệm ( 2007), triển khai mang thai hộ ( 2016). Xạ trị gia tốc ( 2010); xạ trị điều biến liều (IMRT), xạ trị điều biến theo thể tích (VMAT), xạ trị dưới hướng dẫn hình ảnh (IGRT), xạ phẫu định vị (SRS,SBRT) (2015); xạ trị trẻ em (2016)… Nội soi chẩn đoán (1990), nội soi can thiêp (1996), nội soi phóng đại tầm soát ung thư sớm (2015), nội soi siêu âm (2016), Spyglass (2022)… Phẫu thuật nội soi qua lỗ tự nhiên, lần đầu tiên trên thế giới ( 2012), phẫu thuật nội soi 3D (2015), phẫu thuật nội soi 4K (2018), phẫu thuật vi phẫu VTOM 3D ( 2019)…
- Nhiều kỹ thuật mũi nhọn đã đươc Bệnh viện triển khai thực hiện thành công như: ghép tạng, ghép tế bào gốc, ghép tuỷ đồng loại, điều trị ung thư đa mô thức, xạ trị trẻ em; tim mạch, đột quỵ, hỗ trợ sinh sản-sơ sinh, phẫu thuật nội soi và nội soi can thiệp, chấn thương chỉnh hình …
- Trang thiết bị y tế được đầu tư hiện đại, đồng bộ trong chẩn đoán và triển khai các kỹ thuật tiên tiến như: Hệ thống xét nghiệm tự động hoàn toàn;  Hệ thống chẩn đoán hình ảnh và thăm dò chức năng hiện đại nhất Việt Nam như: hệ thống MRI 1.5 Tesla, hệ thống PACS (lưu trữ, xử lý hình ảnh, đọc kết quả, hội chẩn, giảng dạy, quản lý thông tin…), hệ thống máy chụp cắt lớp vi tính phổ 512 Revolution, CT 128, 32 dãy, CT Big board trong mô phỏng xạ trị, các hệ thống máy Cộng hưởng từ (GE- Hoa Kỳ), DSA 2 bình diện… mang lại chất lượng hình ảnh vượt trội, Fibroscan, phẫu thuật nội soi 3D, 4K, Nội soi Spy Glass, Nội soi-Siêu âm phát hiện sớm ung thư, máy Xạ trị kỹ thuật mới 160 lá… là những bước đột phá trong công tác chẩn đoán chính xác, kịp thời, điều trị và triển khai các dịch vụ kỹ thuật chất lượng cao.
- Trong lĩnh vực ghép tạng: Hoạt động ghép thận, ghép tủy-tế bào gốc được thực hiện thường quy với tỉ lệ thành công 100%. Duy trì và tiếp tục phát triển lĩnh vực ghép tạng: ghép tim, thận, gan, giác mạc, tế bào gốc tạo máu; trở thành một trong những Trung tâm lớn thực hiện thành công bộ ba ghép tạng "tim, gan, thận". Tính đến thời điểm hiện tại, hơn 2400 ca ghép tạng đã triển khai thành công tại Bệnh viện Trung ương Huế. Bệnh viện đã ghép tế bào gốc tự thân cho bệnh nhi được hơn 40 ca và ghép tế bào gốc đồng loại cho 07 trẻ mắc bệnh Thalassemia.
- Trong lĩnh vực ung thư: Trung tâm Ung Bướu đã triển khai thường qui các kỹ thuật xạ trị tiên tiến ngang tầm các nước trong khu vực, như xạ trị điều biến liều IMRT, xạ trị điều biến theo thể tích VMAT, xạ trị dưới hướng dẫn hình ảnh IGRT, xạ phẫu định vị SRS/SBRT. Bệnh viện là đơn vị đầu tiên và duy nhất ở Việt Nam triển khai xạ trị ở trẻ em, đặc biệt là xạ trị có gây mê. Các phương pháp điều trị cao cấp như điều trị trúng đích, miễn dịch, hóa trị liều cao, ghép tế bào gốc đã được triển khai thành công ở cả ung thư người lớn và ung thư nhi… Đẩy mạnh điều trị sinh học áp dụng để điều trị đúng bệnh nhân, đúng thuốc, đúng liều và đúng thời điểm dựa theo bản đồ gen đặc thù của từng cá nhân...  Bệnh viện đã triển khai thường qui hoạt động hội chẩn đa chuyên khoa trên từng ca bệnh, hội chẩn chuyên gia nước ngoài với các ca bênh khó, vừa tiết kiệm về chi phí, vừa đạt sự chính xác và hiệu quả cao nhất cho người bệnh.
- Lĩnh vực ngoại khoa có nhiều tiến bộ vượt bậc. Trong lĩnh vực ngoại tiêu hoá, nhiều kỹ thuật mới trong phẫu thuật thực quản, phẫu thuật gan - mật tụy, phẫu thuật đại trực tràng, phẫu thuật Sugiura cải tiến đã được triển khai. Ứng dụng phẫu thuật nội soi điều trị thành công nhiều ca bệnh về tiêu hóa, cấp cứu bụng: Phẫu thuật cắt gan nội soi, Phẫu thuật cắt khối tá tụy nội soi, cắt toàn bộ tuy, cắt khối tá tụy ghép nối mạch máu, Phẫu thuật nội soi cắt trực tràng nạo hạch chậu, Phẫu thuật TAPP trên quan điểm “Y ngược và 5 tam giác”, Phẫu thuật nội soi điều trị Megacolon trẻ sơ sinh, Phẫu thuật nội soi tạo hình khúc nối để thận trẻ em…Trong lĩnh vực thận tiết niệu, Bệnh viện đã triển khai thực hiện nhiều kỹ thuật mới như nội soi cắt thận, cắt tuyến thượng thận bằng nội soi 3D, tán sỏi thận qua da đường hầm nhỏ, lấy nhân xơ tiền liệt tuyến bằng thiết bị phẫu thuật nội soi cắt đốt lưỡng cực. Can thiệp mạch trong điều trị các bệnh lý u cơ mỡ mạch thận, u xơ tuyến tiền liệt. Rửa thận ngược dòng tĩnh mạch qua động mạch. Phẫu thuật nội soi 3D tạo hình khúc nối bể thận - niệu quản. Phẫu thuật nội soi 3D cắm lại niệu quản - bàng quang theo Lich – Greigor…Trong lĩnh vực ngoại thần kinh, Bệnh viện đã triển khai nhiều kỹ thuật khó, phức tạp. Phẫu thuật nội soi lấy máu tụ trong não, não thất đã trở thành thường quy; Phẫu thuật u não ở vùng sàn sọ như cánh xương bướm, củ yên, xoang hang không làm thương tổn các tổ chức mạch máu và thần kinh. Phẫu thuật clip túi phình mạch não khổng lồ không thể thả coil hay stent chuyển dòng khó khăn. Phẫu thuật giải ép vi mạch đau dây thần kinh V hoặc VII. Phẫu thuật cắt bỏ u màng não xâm lấn xoang tĩnh mạch và tái tạo xoang sau bóc u. …Trong lĩnh vực chấn thương chỉnh hình, Bệnh viện đã thực hiện nhiều kỹ thuật hiện đại, phức tạp trong chỉnh hình các dị tật bẩm sinh phức tạp ở trẻ em, thay khớp háng, khớp gối các loại. Các phẫu thuật tạo hình hàm mặt phức tạp, phẫu thuật kép dài chi, kết hợp đinh Sign tiêu chuẩn không mở ổ gãy, kết hợp xương thuyền bằng vis Herbert, thay khớp háng toàn phần, thay khớp gối, phẫu thuật Salter điều trị trật khớp háng bẩm sinh, phẫu thuật Zancolli giải quyết biến dạng vuột trục…
- Trong lĩnh vực Tim mạch, Bệnh viện đã triển khai nhiều kỹ thuật cao, tạo được nhiều tiếng vang trong và ngoài nước trong lĩnh vực ghép tim, phẫu thuật tim mạch, hồi sức tim và hỗ trợ tuần hoàn cơ học. Trong đó lĩnh vực mũi nhọn can thiệp tim mạch phát triển mạnh mẽ với các chuyên ngành sâu như: Can thiệp động mạch vành, can thiệp động mạch chủ ngực bụng, điện sinh lý và tạo nhịp tim, can thiệp tim bẩm sinh và sơ sinh, can thiệp mạch máu ngoại biên. Nhiều kỹ thuật cao cấp và chuyên sâu đã được triển khai như can thiệp tổn thương phức tạp mạch vành dưới hổ trợ siêu âm lòng mạch (IVUS), khoan cắt mảng xơ vữa (Rotablator); can thiệp động mạch chủ ngực bụng với nhiều đặc điểm tổn thương phức tạp khác nhau như phối hợp phình, bóc tách, hẹp, vỡ với sự phối hợp can thiệp và phẫu thuật (HYBRID); thăm dò và đốt điện sinh lý ở các vị trí khó khăn, thực hiện thường quy đặt máy tạo nhịp vĩnh viễn và các loại máy tái động bộ cơ tim (CRT), máy phá rung (ICD) hoặc kết hợp (CRT-D); nhiều kỹ thuật can thiệp tim bẩm sinh phức tạp đã được triển khai như đóng thông liên nhĩ lỗ lớn, ống động mạch, thông liên thất phần màng và cơ bè, nong van động mạch phổi, đặc biệt đã triển khai thành công các can thiệp cấp cứu tim bẩm sinh nặng ở bệnh nhi sơ sinh vài giờ đến vài ngày tuổi như đặt stent ống động mạch thuận và ngược dòng, xé vách liên nhĩ và nong van động mạch phổi, van động mạch chủ cấp cứu.
- Trong lĩnh vực Can thiệp đột quỵ, Bệnh viện đã tiến hành điều trị cho tất cả các trường hợp bệnh lý mạch máu não từ đơn giản đến phức tạp có chỉ định can thiệp mạch não nhập viện. Thực hiện tất cả các kỹ thuật điều trị can thiệp tiên tiến trong thần kinh, đột quỵ. Triển khai thành công các kỹ thuật khó như can thiệp đường tĩnh mạch tắc dò xoang hang, can thiệp dị dạng mạch máu tủy. Can thiệp phình mạch đã triển khai tất cả các kỹ thuật để có thể xử lý tối đa các loại phình mạch bao gồm thả coil, Stent - coil, bóng – coil. Điều trị triệt căn dị dạng mạch máu não. Tắc hoàn toàn túi phình khổng lồ động mạch thân nền. Điều trị hẹp tắc động mạch nội sọ an toàn, hiệu quả bằng stent. Đặt Stent chuyển dòng điều trị phình mạch…
- Trong lĩnh vực Sản Phụ khoa, Bệnh viện thường xuyên tiếp nhận và điều trị thành công cho các bệnh nhân có bệnh lý sản khoa nặng như tiền sản giật - sản giật, rau tiền đạo, rau cài răng lược xuyên cổ tử cung…Phẫu thuật nội soi trở thành kỹ thuật mũi nhọn, điều trị hầu hết các bệnh lý phụ khoa từ đơn giản đến phức tạp. Đẩy mạnh triển khai chẩn đoán tiền sản, sàng lọc thường quy các trường hợp thai nghén có nguy cơ cao, chọc ối làm CNV sure phát hiện các bất thường cấp độ gene cho các thai nguy cơ cao, phối hợp đa chuyên khoa trong Hội đồng tư vấn Tiền sản. Ứng dụng y học cổ truyền trong chăm sóc và điều trị sản phụ sau sinh bằng các biện pháp Đông Tây y kết hợp. Trung tâm hỗ trợ sinh sản là đơn vị triển khai thành công kỹ thuật thụ tinh trong ống nghiệm và trữ lạnh phôi thủy tinh hóa đầu tiên tại khu vực Miền Trung - Tây Nguyên, cho đến nay đã có hơn 2.300 cháu bé ra đời bằng phương pháp IVF; là 1 trong 3 đơn vị đầu tiên được Bộ Y tế tin tưởng cho phép thực hiện kỹ thuật mang thai hộ.
- Trong lĩnh vực Nội khoa và điều trị tích cực, Bệnh viện đã áp dụng các quy trình chăm sóc và điều trị bệnh nhân theo các phác đồ chuẩn, thực hiện các kỹ thuật chuyên sâu trong nội khoa và hồi sức tích cực giúp cứu sống hàng ngàn bệnh nhân nặng, nguy kịch. Bệnh viện đã thực hiện thường quy lọc màng bụng, chạy thận nhân tạo cấp cứu và chu kỳ…, triển khai thành công nhiều kỹ thuật khó trong điều trị hồi sức tích cực đòi hỏi chuyên môn cao như ECMO, đặt bóng đối xung nội động mạch chủ, lọc máu, hạ thân nhiệt chỉ huy. Trung tâm Kiểm tra sức khoẻ - Bệnh nghề nghiệp: Hàng năm đón khoảng hơn 135.000 lượt khách hàng đến tầm soát, khám sức khoẻ cá nhân và theo đoàn, khám sức khỏe Bệnh nghề nghiệp… Trong đó, Khám sức khoẻ làm hồ sơ cá nhân cho người Việt Nam và nước ngoài (kết hôn, du học, xin việc,…) hơn 3.600 người.. Đặc biệt Trung tâm đang phối hợp với Sở Du lịch và các doanh nghiệp lữ hành triển khai đẩy mạnh dịch vụ “Du lịch – Chăm sóc sức khoẻ” nhằm thu hút số lượng lớn du khách đến Huế có nhu cầu sử dụng điều trị chất lượng y tế cao cấp kết hợp nghỉ dưỡng.
- Trong lĩnh vực Nhi khoa và hồi sức sơ sinh, Bệnh viện đã triển khai nhiều kỹ thuật cao trong hồi sức tích cực nhi như: Hạ thân nhiệt chỉ huy; Điều trị thành công trường hợp sơ sinh cực non 25 tuần; triển khai lọc máu liên tục tại cho trẻ sơ sinh;  Sử dụng kỹ thuật ECMO ở trẻ em; Gạn tách bạch cầu ở các bệnh nhi Lơ xê mi cấp; Thẩm phân phúc mạc…
- Trung tâm Huyết học Truyền máu đã thực hiện hầu hết các kỹ thuật hiện đại về Huyết học và Truyền máu. Các xét nghiệm nâng cao về Huyết học như đến tế bào dòng chảy, xét nghiệm sinh học phân tử chẩn đoán gen bệnh huyết học, sàng lọc chẩn đoán sơ sinh, ghép tạng..., về an toàn truyền máu (sàng lọc HbsAg, anti-HCV, HIV, NAT...). Giám sát an toàn truyền máu, tiếp nhận và cung cấp máu cho các bệnh viện ở các tỉnh miền Trung và Tây Nguyên; Là đơn vị thực hiện ghép tế bào gốc đầu tiên tại miền Trung về bệnh huyết học, Chấn thương chỉnh hình, đặc biệt là ghép tế bào gốc trong hỗ trợ điều trị ung thư vú và buồng trứng đầu tiên ở Việt Nam. Ghép tế bào gốc trong điều trị bệnh lupus ban đỏ cho bệnh nhân suy thận giai đoạn 2-3…
- Trong lĩnh vực chẩn đoán hình ảnh, thăm dò chức năng, Bệnh viện đã trang bị hệ thống thiết bị y tế hiện đại, đồng bộ, bao gồm máy MRI 1.5 Tesla, máy CT đa dãy 512/128/32 lát cắt và hệ thống chụp mạch số hóa xóa nền (DSA) tiên tiến. Ứng dụng công nghệ trí tuệ nhân tạo, bệnh viện đã triển khai thành công các kỹ thuật chẩn đoán hình ảnh tiên tiến như MRI tim mạch, CT phổ và sinh thiết, đáp ứng nhu cầu chẩn đoán chính xác cho các trường hợp bệnh lý phức tạp . Đặc biệt chú trọng X-quang can thiệp, thực hiện hiệu quả các thủ thuật như nút mạch điều trị ung thư gan (TACE), tắc mạch u gan vỡ, nút mạch phế quản điều trị ho ra máu, cũng như tắc mạch cầm máu trong các chấn thương gan, lách, vùng hàm mặt và khung chậu, mang lại giải pháp điều trị tối ưu cho bệnh nhân.Với đội ngũ chuyên gia giàu kinh nghiệm và công nghệ tiên tiến, lĩnh vực Chẩn đoán Hình ảnh tại Bệnh viện Trung ương Huế đóng vai trò quan trọng trong hệ thống cung cấp dịch vụ y tế chất lượng cao, góp phần nâng cao chất lượng chăm sóc sức khỏe cộng đồng.
- Thực hiện thường quy các tiêu chuẩn về chất lượng phòng xét nghiệm theo Quyết định 2429/QĐ-BYT về tiêu chí đánh giá mức chất lượng phòng xét nghiệm Y học. Đồng thời, các khoa Vi sinh, Hóa sinh, Huyết học đã xây dựng và thực hiện hệ thống quản lý chất lượng theo tiêu chuẩn ISO 15189:2012, đã được Văn phòng công nhận Chất lượng (BoA) cấp Chứng chỉ công nhận, hệ thống QLCL theo tiêu chuẩn 2429.

## Cải cách hành chính và các dịch vụ tiện ích
- Bệnh viện tiếp tục triển khai đồng bộ các giải pháp như: Thực hiện công khai, minh bạch trong hoạt động bệnh viện, cải tiến tác phong, lề lối làm việc, ứng dụng công nghệ số, ứng dụng trí tuệ nhân tạo trong các hoạt động khám chữa bệnh, cải cách hành chính trong khám bệnh, chữa bệnh…. nhằm tạo sự chuyển biến mạnh mẽ về chất lượng khám bệnh, chữa bệnh với mục tiêu chung là vươn tầm các nước trong khu vực và quốc tế.
- Bệnh viện tăng cường các dịch vụ phục vụ bệnh nhân: dịch vụ buồng bệnh; dịch vụ vận chuyển, taxi; căn tin, nhà chờ bệnh nhân; nhà giữ xe thông minh; dịch vụ chăm sóc người bệnh trọn gói, theo yêu cầu, chăm sóc tại nhà; dịch vụ chăm sóc bệnh nhân toàn diện. Đẩy mạnh công tác dịch vụ buồng bệnh, chăm sóc bệnh nhân nội trú toàn diện từ điều trị bệnh đến vệ sinh môi trường, vệ sinh cá nhân, an toàn thực phẩm…, đáp ứng mọi nhu cầu của bệnh nhân; Dịch vụ xét nghiệm tại nhà: Nhận lấy mẫu xét nghiệm và trả kết quả nhanh chóng tại nhà với phương châm “An toàn, chính xác, bảo mật” nhằm đem đến sự hài lòng cao nhất cho người bệnh.
- Với phương châm “Lấy người bệnh làm trung tâm”, Bệnh viện Trung ương Huế sẽ tiếp tục hoàn thiện, liên tục cải tiến chất lượng về mọi mặt nhằm giữ vững vị thế là một trong những Bệnh viện xanh - sạch - đẹp có chất lượng khám chữa bệnh tốt nhất Việt Nam và khu vực.

## Đào tạo, nghiên cứu khoa học và chỉ đạo tuyến
- Bệnh viện là cơ sở đào tạo thực hành chính của sinh viên y khoa, học viên sau đại học  của trường Đại học Y dược Huế, trường Đại học Duy Tân; sinh viên của trường Cao đẳng Y tế Huế. Ngoài ra Bệnh viện đã  ký kết hợp tác về hoạt động đào tạo với các cơ sở giáo dục y tế khác trên cả nước: Trường Đại học Nam Cần Thơ, Trường Cao đẳng Y tế Thái Bình, Trường Đại học Kỹ thuật Y Dược Đà nẵng…
- Bệnh viện còn có nhiệm vụ đào tạo điều dưỡng, cán bộ Đại học, sau Đại học và chỉ đạo tuyến, huấn luyện kỹ thuật, cầm tay chỉ việc,...cho các bệnh viện ở các tỉnh khu vực miền Trung và Tây Nguyên.Từ năm 2010 đã tổ chức đào tạo bác sĩ CKI, bác sĩ CKII,...; đào tạo cho các bác sĩ nước ngoài: Phillipin, Singapore, Malaysia, Indonesia, Thái Lan… trong các lĩnh vực của phẫu thuật nội soi, chấn thương chỉnh hình - khớp, tim mạch, tim mạch can thiệp, nội soi phế quản, Huyết học - truyền máu,...
- Trong lĩnh vực nghiên cứu khoa học, Bệnh viện đã thực hiện hàng trăm đề tài Nghiên cứu khoa học Cấp Nhà nước, đề tài cấp Bộ, cấp Tỉnh. Triển khai một số kỹ thuật đầu tiên tại Việt Nam hoặc thế giới như: Phẫu thuật nội soi một lỗ hoặc qua lỗ tự nhiên; Ứng dụng điều trị hỗ trợ tế bào gốc trong ung thư buồng trứng và ung thư vú, Ghép tim và ghép khối tim-phổi do hoàn toàn là êkip Việt Nam thực hiện,…. Bệnh viện đã đạt nhiều giải thưởng cao quý về Khoa học Công nghệ trong nước như: (Vifotec, Nhân tài Đất Việt, Cố đô..) và Xếp hạng Kim cương của Hội Đột quỵ thế giới; giải nhất khu vực Đông Nam Á về Phẫu thuật nội soi, đạt Huy chương Bạc của Hội Tim mạch Hoa Kỳ… Tạp chí Y học lâm sàng đã được Hội đồng Giáo sư Nhà nước và ngành Y tính điểm công trình là 0 - 1, theo Quyết định số 42/QĐ- HĐGSNN ngày 6 tháng 7 năm 2022. Công bố online tất cả các số của Tạp chí Y học lâm sàng trên website: jcmhch.com. Đã tăng cường các hoạt động đào tạo, tập huấn, chuyển giao kỹ thuật theo chương trình chỉ đạo tuyến (Đề án 1816, Đề án Bệnh viện vệ tinh, Đề án 2628) cho các bệnh viện tuyến dưới. Hàng năm Bệnh viện tổ chức hàng chục hội nghị, hội thảo khoa học quy mô quốc tế và khu vực. Đặc biệt các hội nghị chuyên ngành ung thư, nội soi, điều dưỡng… được duy trì thường niên và được cộng đồng y khoa đánh giá cao. Với những nỗ lực không ngừng và thành tích xuất sắc đạt được trong sự nghiệp bảo vệ, chăm sóc sức khoẻ nhân dân, Bệnh viện Trung ương Huế đã vinh dự được Đảng, Nhà nước tặng thưởng nhiều danh hiệu cao quý: Anh hùng Lao động trong thời kỳ đổi mới, Huân chương Độc lập hạng Nhất (lần thứ hai), Huân chương Lao động Hạng Nhất và nhiều phần thưởng cao quý khác. Đặc biệt, Bệnh viện là đơn vị duy nhất của Ngành Y tế được vinh danh trong chương trình “Vinh quang Việt Nam” năm 2024.
- Công tác hợp tác quốc tế đã đạt được những thành tích vượt trội. Bệnh viện có quan hệ hợp tác với tất cả các nước trên thế giới như: Mỹ, Pháp, Đức, Nhật Bản, Hàn Quốc, Anh, Luxembourg, Bỉ, Hà Lan, Úc, Na Uy, Singapore, Canada, Thuỵ Điển, Phần Lan, Nga, Đài Loan, Hungary… Với sự giúp đỡ, hỗ trợ của Chính phủ và tổ chức phi chính phủ các nước đã góp phần quan trọng trong thay đổi diện mạo của bệnh viện. Ngoài ra, nhiều giáo sư, bác sĩ, sinh viên nước ngoài thường xuyên đến trao đổi khoa học và thực tập tại Bệnh viện; nhiều cán bộ của Bệnh viện được cử đi tập huấn, đào tạo ở các nước có nước có nền y học tiên tiến để triển khai và cập nhật các kỹ thuật chuyên sâu, kỹ thuật mới. Năm 2024, Đoàn Đại biểu Quốc hội Hàn Quốc, Bộ Y tế Phúc lợi Hàn Quốc, Tổng lãnh sự Hàn Quốc tại Đà Nẵng, và các Nhà đầu tư, Giám đốc điều hành các doanh nghiệp trong lĩnh vực y tế của Hàn Quốc đến thăm, tìm hiểu cơ chế đầu tư giai đoạn 2 tại Bệnh viện TW Huế Cơ sở 2, Hiệp hội Nghiên cứu đổi mới sáng tạo toàn cầu Hàn Quốc sẽ hỗ trợ mở rộng Bệnh viện Trung ương Huế CS2 và xây dựng trung tâm đào tạo nhân lực y tế tại miền Trung.

## Các công trình đã khánh thành
Ngoài các công trình, dự án đã khánh thành trong giai đoạn I như: Trung tâm Nhi, Trung tâm kỹ thuật cao (ODA), Trung tâm Tim mạch, Dự án Phát triển nguồn nhân lực (JICA), Bệnh viện còn xây dựng và khánh thành:
1.  Khánh thành khu nhà hậu cần 5 tầng trên nguồn vốn đối ứng NSNN là 25 tỷ đồng (tháng 4.2008), với hơn 6.000m², hội trường 512 chỗ, căng tin 1.200m²,...
2.  Khánh thành Trung tâm Huyết học truyền máu miền Trung vào 12.2008 (6.000m²) do World Bank tài trợ (8 triệu USD)
3.  Trung tâm Đào tạo - Khoa Mắt (hơn 6.000m2), nguồn vốn hơn 5 triệu đô la do AP tài trợ, khánh thành 12.2009.
4.  Bệnh viện Quốc tế Trung ương Huế với nguồn vốn 300 tỷ, 300 giường với diện tích trên 18.000m², khánh thành 3/2014.
5.  Trung tâm Ung bướu với 8 tầng, diện tích hơn 19.000m². Gồm 17.000.000 Euro trang thiết bị: dao Gama thế hệ mới, 2 máy gia tốc tuyến tính kèm hệ thống mô phỏng, MRI focus, hệ thống xạ trị trong mổ, 2 phòng mổ, 300 giường bệnh,... do tổ chức VAMED Áo tài trợ và 200 tỷ tiền xây dựng cơ bản dựa trên Ngân sách Nhà nước (2016).
6.  Xây dựng Trung tâm Khoa Đột quỵ thứ 3 trên toàn quốc (1 ở BVTW Quân đội 108, 1 ở BV 115) với diện tích 500m2 (2018).
7.  Xây dựng Khoa Ung thư Nhi - Đơn vị ghép tuỷ hơn 1.500m2 (2018) hiện đại, hoàn thiện thiết chế của Trung tâm Nhi.
8.  Ngày 12/8/2016 Thủ tướng Chính phủ ban hành Quyết định số 1592/QĐ-TTg về việc chuyển Bệnh viện Đa khoa tỉnh Thừa Thiên Huế thuộc UBND tỉnh Thừa Thiên Huế sang Bộ Y tế quản lý. Theo đó, chuyển giao nguyên trạng về tổ chức, bộ máy, nhân lực, tài sản, tài chính và các quyền, nghĩa vụ của Bệnh viện Đa khoa tỉnh Thừa Thiên Huế thuộc UBND tỉnh Thừa Thiên Huế sang Bộ Y tế quản lý, kể từ ngày 15/8/2016 và đi vào hoạt động 10.2016.[3]. Diện tích xây dựng 35.000m2 với tổng vốn đầu tư 700 tỷ đồng (ODA Hàn Quốc).
9.  Trung tâm Sản phụ khoa Bệnh viện Trung ương Huế với diện tích 20.000m2 gồm có 10 phòng khám (sản, phụ, siêu âm), 8 phòng sinh, 6 phòng mổ cùng khu Sơ sinh và Hồi sức sơ sinh 100 giường. 6 khoa lâm sàng và cận lâm sàng, 1 phòng tổng hợp, 2 trung tâm: Trung tâm Hỗ trợ sinh sản và Trung tâm Sàng lọc, chẩn đoán trước sinh và sơ sinh, với quy mô 500 giường nội trú đạt chuẩn với trang thiết bị y tế hiện đại và chuyên dụng. Tổng mức đầu tư 300 tỷ đồng bằng các nguồn vốn đầu tư công.

## Tiếp tục triển khai dự án xây dựng Trung tâm Y Học cao cấp
Xây dựng phát triển Bệnh viện Trung ương Huế đạt chuẩn các bệnh viện tiên tiến khu vực Đông Nam Á, tiến tới đạt chuẩn quốc tế về y tế theo Kết luật tại Nghị Quyết 54-NQ/TW ngày 10/12/2019 của Bộ Chính trị và Quyết định 1576/QĐ-TTg ngày 16/12/2024 của Thủ tướng Chính phủ
1.   Xây dựng Bệnh viện Quốc tế Trung ương Huế giai đoạn II với tổng mức đầu tư 300 tỷ đồng bằng nguồn vốn đầu tư công (Khởi công vào ngày 6/4/2024. Quy mô gồm một tòa nhà 06 tầng nổi và 01 tầng hầm với tổng diện tích sàn xây dựng 21.000 m2, với đầy đủ hệ thống trang thiết bị y tế hiện đại. Công trình gồm các phòng mổ, hệ thống thận nhân tạo, hệ thống xét nghiệm Full Automation, hệ thống chẩn đoán hình ảnh hoàn chỉnh, PACS, LIS, HIS… kết hợp hạ tầng kỹ thuật đồng bộ, đáp ứng khả năng tiếp nhận thêm 300 giường bệnh đạt tiêu chuẩn quốc tế (5 sao)).
2.  Đầu tư xây dựng khối nhà kỹ thuật cao hệ Ngoại - Gây mê hồi sức - Đột quỵ thay thế các khối nhà củ của các khoa hệ ngoại - đột quỵ hiện tại, hệ thống phòng mổ hiện đại kết nối liên hoàn hệ thống đột quỵ, gây mê hồi sức và mua sắm hệ thống DSA, thiết bị y tế đồng bộ để đảm bảo điều trị, phẫu thuật, gây mê hồi sức đáp ứng sự phát triển của Bệnh viện và nhu cầu khám chữa bệnh của nhân dân trong nước và quốc tế.
3.  Xây dựng phát triển mở rộng Bệnh viện Trung ương Huế Cơ sở 2 nâng số giường bệnh tại Bệnh viện Trung ương Huế Cơ sở 2 lên 1.500 giường đạt tiêu chuẩn góp phần xây dựng bệnh viện là cơ sở y tế đa khoa hoàn chỉnh điều trị kỹ thuật chất lượng cao. 
4.   Mua sắm Thiết bị y tế tại Bệnh viện Trung ương Huế để bổ sung trang thiết bị y tế tiên tiến, hiện đại đồng bộ để đảm bảo chẩn đoán, điều trị, phẫu thuật, gây mê hồi sức đáp ứng sự phát triển của Bệnh viện và nhu cầu khám chữa bệnh trong nước và quốc tế như Hệ thống Cyclotron, PET-CT, Máy xạ trị gia tốc, Máy MRI, CT, Labo sinh hóa- huyết học-vi sinh Full Automation, máy thở, hệ thống nội soi 3D, hệ thống vận chuyển mẫu tự động…
5.  Xây dựng Trường/Viện Đào tạo và Nghiên cứu Y Dược lâm sàng trực thuộc Bệnh viện Trung ương Huế để thực hiện đào tạo, bồi dưỡng nâng cao trình độ kiến thức chuyên môn cho cán bộ y tế trong nước và học viên nước ngoài; Phát triển và nâng cao năng lực nghiên cứu và thử nghiệm lâm sàng.
6.  Xây dựng nâng cấp Trung tâm Huyết học truyền máu với tổng diện tích sàn xây dựng khoảng 7.000m2 đáp ứng quy mô 300 giường bệnh đạt tiêu chuẩn để điều trị bệnh nhân Ung thư máu, lymphoma, các bệnh lý máu và các bệnh lý nội khoa cùng với hệ thống kỹ thuật, trang thiết bị đồng bộ và thiết bị y tế hiện đại nhằm đáp ứng nhu cầu khám chữa bệnh tại địa phương và các khu vực lân cận.
7.  Xây dựng Tòa nhà Trung tâm Da liễu - Chăm sóc da - Giải phẫu bệnh và mở rộng Trung tâm Nhi Khoa để đảm bảo tăng khả năng thu dung điều trị bệnh nhân nội trú Nhi khoa, nâng chất lượng Trung tâm Da liễu- chăm sóc da phát triển hiện đại, khép kín và quốc tế; bố trí khoa Giải phẩu bệnh hoàn chỉnh đáp ứng nhu cầu khám, chẩn đoán, chữa bệnh và chăm sóc thẩm mỹ.
8.  Xây Dựng Trung tâm Xạ trị Proton tại Bệnh viện TW Huế nhằm đáp ứng nhu cầu điều trị ung thư hiện nay, nâng cao chất lượng y tế trong nước và giảm phụ thuộc vào các dịch vụ y tế ở nước ngoài. Đồng thời thúc đẩy sự phát triển y học chính xác, hợp tác quốc tế và nghiên cứu khoa học. 
9.   Hoàn thiện hệ thống công nghệ thông tin tại Bệnh viện đạt theo Thông tư 54/2017/TT-BYT của Bộ Y tế quy định.
10.  Tiếp nhận nguyên trạng Bệnh viện Đa khoa Trung ương Quảng Nam thành cơ sở 3 thuộc Bệnh viện Trung ương Huế và tổ chức hoạt động có hiệu quả (Quyết định số 2704/QĐ-TTg ngày 31/12/2024 của Thủ tướng Chính phủ về việc phê duyệt phương án sắp xếp, tổ chức lại các bệnh viện trực thuộc Bộ Y tế đến năm 2025, giai đoạn 2026-2030).